# Porto Novo (Kaapverdië)
Porto Novo, officieel Cidade do Porto Nove, is de hoofdplaats van de gemeente Porto Novo op het eiland Santo Antao.
Porto Novo is verbonden met wegen naar Pombas en Ribeira Grande en ook naar Topo da Coroa en de weg naar Tarrafal Monte Trigo.
Porto Novo is een sterk groeiende stad. Vroeger werd de stad Carvoeiros genoemd.

## Sport
De lokale voetbalclubs zijn Académica do Porto Novo, Fiorentina, Porto Novo, Inter, Marítimo en Sporting Porto Novo.